# Văn hóa Lão Quan Đài
Văn hóa Lão Quan Đài là một văn hóa thời kỳ đồ đá mới tại khu vực trung du Hoàng Hà ở Trung Quốc, còn gọi là Văn hóa Đại Địa Loan, chủ yếu phân bố tại lưu vực sông Vị Hà, trong khu vực từ Quan Trung tới thượng du Đan Giang, tồn tại từ khoảng 5800 tới 5000 năm TCN.

Văn hóa Lão Quan Đài chia sẻ nhiều nét tương đồng với văn hóa Từ Sơn (8000-5500 TCN) và văn hóa Bùi Lý Cương (7000-5000 TCN).

## Các di chỉ trọng yếu
Các di chỉ trong yếu bao gồm:
- Di chỉ Đại Địa Loan, tại huyện Tần An, tỉnh Cam Túc.
- Di chỉ Bắc Thủ Lĩnh, tại huyện Bảo Kê, tỉnh Thiểm Tây.
- Di chỉ Lão Quan Đài, tại huyện Hoa, tỉnh Thiểm Tây.
- Di chỉ Bắc Lưu, tại hương Hà Tây, quận Lâm Vị, địa cấp thị Vị Nam, tỉnh Thiểm Tây.
- Di chỉ Bạch Gia Thôn, tại quận Lâm Đồng, tỉnh Thiểm Tây.

## Tên gọi
Di chỉ Lão Quan Đài tại huyện Hoa là di chỉ được phát hiện đầu tiên của văn hóa này, nhưng các cổ vật được khai quật tại đây lại vô cùng nghèo nàn. Di chỉ Đại Địa Loan được phát hiện sau đó (khai quật trong giai đoạn từ 1975 tới 1984), nhưng các di tích văn hóa còn bảo tồn lại vô cùng phong phú, do đó một số học giả gọi văn hóa này là "văn hóa Đại Địa Loan" theo các di tích khai quật được tại tầng thấp nhất của di chỉ này. Tuy nhiên, có các học giả cho rằng di chỉ Đại Địa Loan bao hàm nhiều chủng văn hóa nên chủ trương lấy di chỉ Bạch Gia Thôn tại quận Lâm Đồng làm chính và gọi là "văn hóa Bạch Gia Thôn". Tên gọi nào là chính thức cho văn hóa này cho tới nay vẫn còn là vấn đề tranh luận. Tổng hợp chung thì văn hóa Lão Quan Đài bao quát 2 giai đoạn: 
- Giai đoạn sớm: Với di chỉ Đại Địa Loan là đại biểu, ước khoảng trên 5300 năm TCN;
- Giai đoạn muộn: Với tầng dưới của di chỉ Bắc Thủ Lĩnh là đại biểu, ước khoảng 5300 tới 5000 năm TCN.

Cả hai giai đoạn đều sớm hơn văn hóa Ngưỡng Thiều.

## Đặc điểm chủ yếu
Người Lão Quan Đài chủ yếu làm nông nghiệp như gieo trồng kê để lấy lương thực và chăn nuôi lợn, chó như là gia súc, mở đầu thời kỳ sinh sống định cư. Các công cụ sử dụng chủ yếu là công cụ đá được chế tạo bằng cách mài, tuy nhiên cũng không ít các công cụ đá bằng ghè đập đặc trưng cho thời kỳ đồ đá cũ và các công cụ đá tinh tế. Công nghệ sản xuất đồ gốm cực kỳ nguyên thủy, với đồ gốm bằng đất cát màu đỏ và đồ gốm sắc nâu vàng thô là chính, nung ở nhiệt độ thấp, ít chủng loại. Đồ gốm có họa tiết trang trí mới ở giai đoạn bắt đầu hình thành.
Nền của một công trình xây dựng lớn, với diện tích 290 m² và 420 m² khi bao gồm cả sân vườn bên ngoài, được phát hiện tại Đại Địa Loan. Công trình này, được đánh số là F901, được các nhà khảo cổ học Trung Quốc coi là nơi hội họp chung của cộng đồng người Đại Địa Loan. Công trình được xây dựng trên nền đất nện tôn cao, được tạo lớp với đất sét nung.